# غابور باردي
غابور باردي (بالمجرية: Bardi Gábor)‏ هو لاعب كرة قدم مجري في مركز الهجوم، ولد في 13 مايو 1982 في كيشفاردا في المجر. لعب مع نادي باكسي ونادي فاساس.